# Румена Трифонова
Румена Георгиева Трифонова е българска актриса.

## Биография
Родена е на 18 май 1944 г. в град Габрово, Царство България. Завършва ВИТИЗ „Кръстьо Сарафов" през 1970 г. със специалност актьорско майсторство.
Работи в Драматичен Театър Ловеч (1970-1971), Драматичен театър „Рачо Стоянов“, Габрово (1971-1972), Драматично-куклен театър „Константин Величков“ Пазарджик (1973-1977), Драматичен театър „Адриана Будевска“ Бургас (1977-1981), Варненски общински театър Варна (1983-1985), Драматично-куклен театър „Васил Друмев“ Шумен (1986-1987) и Театър „София“ (1989-1996).

## Театрални роли
- „На кръстопът“ (С. Челебиев) – Светла
- „Почивка в Арко Ирис“ (Димитър Димов) – Пилар
- „Албена“ (Йордан Йовков) – Гаврилица
- „Прокурорът“ (Георги Джагаров) – Росица

## Телевизионен театър
- „Океан“ (1985) (Александър Щейн)

## Филмография
| Година | Филми и Сериали                                | Серии  | Копродукции          | Роля                                         |
| ------ | ---------------------------------------------- | ------ | -------------------- | -------------------------------------------- |
| 2006   | Пазачът на мъртвите                            |        |                      | баба Славка                                  |
| 2005   | Патриархат                                     | 7      |                      |                                              |
| 2003   | Следвай ме (тв)                                |        |                      | снахата                                      |
| 2005   | Подгряване на вчерашния обед                   |        | България / Македония | Йока                                         |
| 2001   | Сивата зона – („The Grey Zone“)                |        | САЩ                  | затворничка                                  |
| 1999   | Сламено сираче                                 | 5      |                      |                                              |
| 1991   | О, Господи, къде си?                           |        |                      | Савчето                                      |
| 1989   | Екзитус                                        |        |                      |                                              |
| 1986   | Три Марии и Иван                               |        |                      | Илка                                         |
| 1985   | Не се сърди, човече                            |        |                      | Елена                                        |
| 1983   | Завръщане                                      |        |                      | Марина                                       |
| 1982   | Смъртта на заека                               |        |                      | Стефана                                      |
| 1981   | Мера според мера                               | 7      |                      | Екатерина Цилка                              |
| 1981   | Мера според мера                               | 3      |                      | Екатерина Цилка                              |
| 1979   | Фильо и Макензен                               | 7      |                      |                                              |
| 1979   | Невидимият прицел – („Das unsichtbare Visier“) | 16     | ГДР                  | (в в 16-а серия: „Insel des Todes 2“ – 1979) |
| 1971   | Таралежите се раждат без бодли                 | 3 нов. |                      | другарката Дилянска, учителката по пеене     |
| 1969   | С особено мнение                               |        |                      |                                              |
| 1969   | Скорпион срещу Дъга                            |        |                      | глухонямата Амелия                           |